# Адам Кисіль
Ада́м з Брусилова Світольдич Кисі́ль-Низкиницький гербу Кисіль (Світольдич) (1600, с. Низкиничі — 3 травня 1653, Низкиничі) — урядник, політичний і державний діяч Речі Посполитої. Воєвода брацлавський, київський. Один з чотирьох православних сенаторів Речі Посполитої напередодні повстання Богдана Хмельницького.

## Життєпис

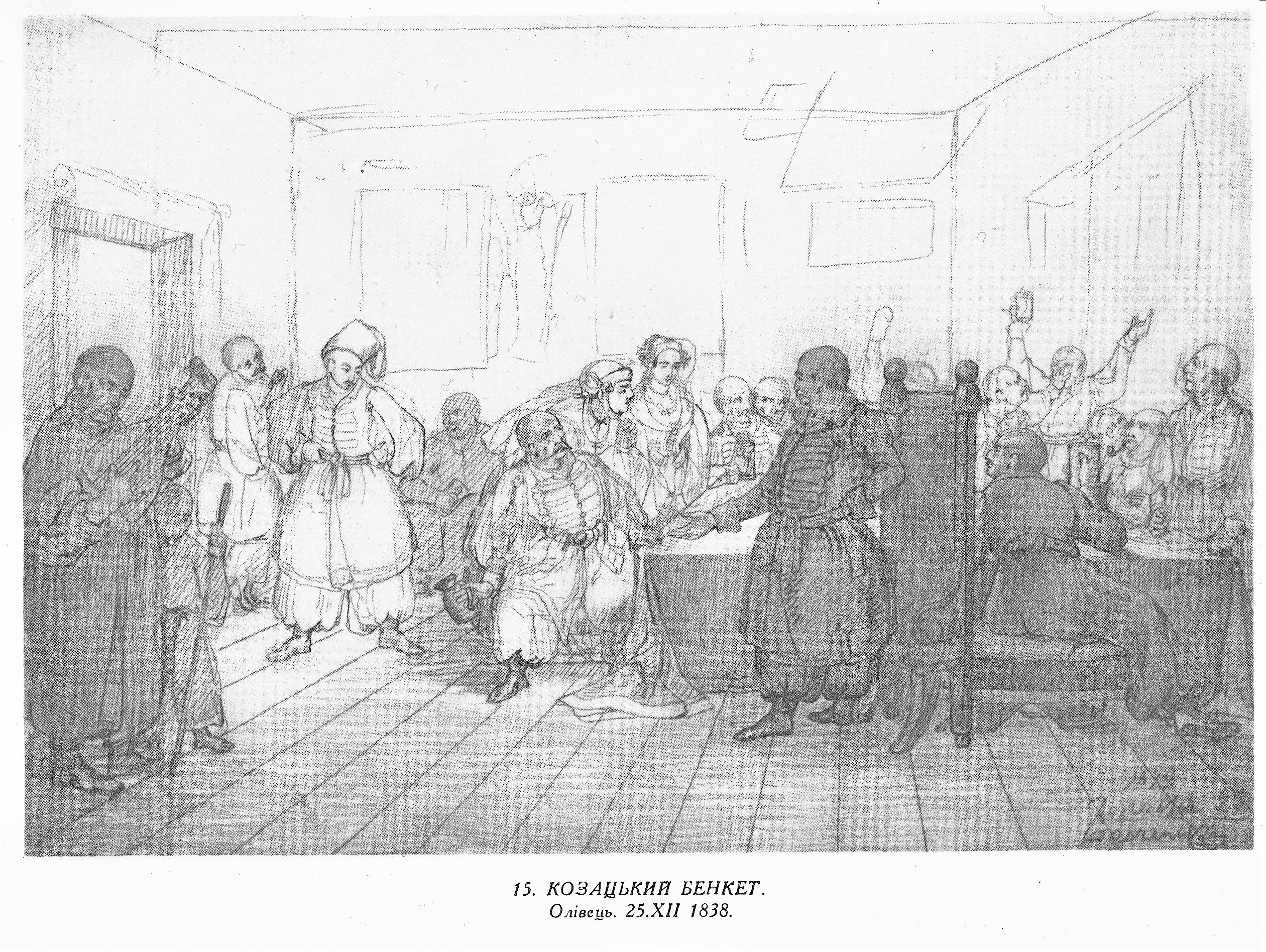
Т. Г. Шевченко. «Прийом Богданом Хмельницьким польського посольства на чолі з Адамом Киселем в лютому 1649 року в Переяславі». 1838

Походив зі старовинного волинського боярсько-шляхетсько-магнатського роду Киселів. Син володимирського підсудка Григорія Гнівошовича Киселя та його дружини Терези з Іваницьких. Навчався в академії в Замості, де одним із його вихователів-наставників був Касіян Сакович.
З 1617 року служив у коронному війську під командуванням Станіслава Жолкевського, брав участь у виправах до Буші (1617), Оринина (1619), Цецори (1620). Відзначився у війнах з Османською імперією, Московією й Швецією. Власник великих маєтностей у Речі Посполитої. Брав активну участь у суспільно-політичному житті.
У 1629 році був представником короля Сигізмунда III Вази на церковному соборі в Києві, який був скликаний із метою примирити прихильників православної та греко-католицької (унійної) церков України. Відомий як захисник православного обряду, хоча підтримував контакти з кліром греко-католицької церкви. За даними З. Вуйціка, у Пасхальну ніч 1632 року перейшов з унійного обряду на православний. Цього року за сприяння підканцлера Томаша Замойського отримав разом із дружиною від короля село Витків у Белзькому воєводстві.
З 1630-х років Адаму Киселю належало Носівське староство, яке польський король подарував йому за хоробрість у війні проти Московії. Після утворення Чернігівського воєводства отримав ленним правом містечка Кобища та Козаргород у ньому. Від князів Соломирецьких набув маєток Гоща, На Чернігівщині володів також селом Киселівка (нині Менського району), мав резиденцію в фортеці міста Мена.
Приятелем А. Киселя був Лукаш Жолкевський. У серпні 1635 після здобуття та зруйнування козаками гетьмана Івана Сулими фортеці Кодак разом із ним мобілізували реєстровців для походу проти повстанців, у який вирушили наприкінці серпня.
Під час козацьких повстань 1637–1638 років Кисіль виконував функції урядового комісара, вів переговори з повсталими. Зокрема, після його запевнень щодо помилування королем добровільно здались у полон ватажки повстання Павлюка. Однак на лютневому сеймі 1638 року шляхта зневажила як короля, так і А. Киселя, який під час виступу нагадував, що інакше повстанці билися би до смерті. Зокрема, на голову Павлюка пропонували одягти розпечену корону, у руки дати розпечений скіпетр. Король, щоправда, скасував буфонську страту.
У 1639 році одержав посаду чернігівського каштеляна, у 1641 — став сенатором Речі Посполитої. З 1646 року — київський каштелян, із 1648 — брацлавський воєвода, з 1649 (26 лютого король вислав йому привілей) — київський воєвода. У період повстання під проводом Богдана Хмельницького 1648–1657 років Адам Кисіль був постійним представником Речі Посполитої під час переговорів із представникам гетьманського уряду:
- лютий 1649 — голова дипмісії в Переяславі (при ньому, зокрема, Войцех М'ясковський, підкоморії: брацлавський — князь Захарій Четвертинський, мозирський — Федір Михайло Обухович, новгород-сіверський хорунжий Микола Кисіль, брацлавський підчаший Зеленський, недавній королівський посланець Якуб Смяровський, лист короля віз кармеліт кс. Лентовський; до міста прибули 19 лютого, (дорогою особи із свити, які відлучались, зазнавали нападів, кілька — були вбиті у Черняхові[15]));[16]
- серпень 1649 — у Зборові;
- вересень 1651 — у Білій Церкві разом з смоленським воєводою Юрієм Глібовичем, литовським стольником Вінцентом Гонсевським, брацлавським підсудком Миколою Косаковським; під час проїзду табору поблизу замку почув від козаків: «кості твої точно руські, та тільки занадто обросли вони польським м'ясом». Перемовини з Б. Хмельницьким тривали недовго, домовилися щодо більшої частини умов Корони. Після початку прочитання укладених домовленостей, де йшлось про відновлення влади шляхти та панщини, прості козаки та повстанці підняли бунт, у тому числі проти гетьмана, тому він із послами заховався в замку, а потім вийшов урукопашну втихомирювати натовп, Іван Виговський указував, що серед послів немає поляків — тільки русини та литвини. Незадоволені почали обстріл вікон (одна татарська[17] стріла ледь не потрапила А. Киселю в голову) та кидали каміння. Посли вибрались із замку під прикриттям гетьмана та старшини, які змушено використали зброю (гетьман булавою вбив кілька бунтівників). Супровід залишив послів тільки посеред степу, вважаючи їх становище безпечним. Однак натовп селян і татар догнав А. Киселя та послів, висадив з екіпажів, забрав у них речі, дорогоцінності, обдер обшивку ридванів. Кисіль із Косаковським оцінили збитки в 30000 зл., Глібович з Гонсевським — по 100000.[18][17]

6 листопада 1649 року приїхав до Києва, кілька тижнів проживав у пустому Київському замку (пізніше переїхав сюди, проживав майже рік). 13 травня 1650 року з комісарами приїхав до міста, був ображений тим, що його зустріли без належних почестей. 16 травня в замку мав перемовини з Богданом Хмельницьким, якого супроводжували полковники, сотники, до 2000 «черні»; замок був оточений козаками й татарами (бл. 200 вояків). Від нього на перемовини з Хмельницьким до Чигирина їздив митрополит С. Косов. Гетьман приїжджав до А. Киселя, звідки вони разом виїхали на козацьку раду в Переяславі, звідти разом повернулись до Києва 23 березня. Під час перебування в замку гетьмана зі старшиною натовп селян та козаків-випищиків обложив замок, пізніше виступ утихомирили. Населення вороже ставилося до А. Киселя, міщани відмовлялися видавати провіант для утримання воєводи, його свити та сторожі, тому він витрачав майже 100 талерів щодня. Через втрату позиції річпосполитським урядом покинув Київський замок наприкінці 1650 чи на початку 1651 року (тоді перебував у Гощі).
Один із козаків, що прихильно ставився до Адама Кисіля, 4 червня 1652 року таємно повідомив воєводу про поразку коронного війська під Батогом, радив швидко покинути Київ, що той зробив зразу вночі. Останній рік життя не брав участі в політичному житті через відчуження короля та задавнену хворобу, через яку 1651 року не міг власноруч написати листа Радзієвському (пухлина руки).
Заповів передати Київському братському монастирю зі школою деякі власні маєтки, розташовані поруч: Позняки (за Дніпром), по іншій стороні — містечко Новосілки з прилеглими селами (Богушівка, Звонки, Зобківщина). Цей дарунок підтвердив у 1670 році король Міхал Вишневецький. Митрополит Петро Могила заповів, щоб А. Кисіль був одним з його «душеприкажчиків», а борг митрополиту (55000 зл.) відписав Києво-Могилянському колегіуму.
Помер у 1653 році. Адама Киселя і його брата Миколу було поховано в Низкиничах у Свято-Успенській церкві. На надгробку Адама Киселя його вдова Анастасія наказала написати латиною:
|  | Перехожий! Зупинися, читай. Цей мармур говорить про славного потомка роду Светольда, славу і опору держави — Адама з Брусилова Киселя, що був каштеляном чернігівським, потім воєводою брацлавським і київським, мужа, що відзначився у боях твердістю та далекоглядністю… Плач про втрату цього знаменитого мужа, котрого оплакую разом із його достойними громадянами, хай буде пам’ятником тобі… 3 травня 1653 року. Смерть прийшла на 53-му році життя. Прощавай… |

## Оцінка особистості
Адам Кисіль намагався знайти компромісні рішення у відносинах між Польщею й Гетьманщиною, він пропонував досягти порозуміння між обома сторонами шляхом надання привілеїв козацтву й зрівняння його в правах із польською шляхтою. Така позиція Кисіля викликала звинувачення на його адресу з обох сторін.

## Сім'я
Дружина — Анастасія, дочка київського шляхтича Філона Гулковича (або Богушевича). Володіла маєтком у Новосілках, в якому тиждень прожили члени дипмісії короля до Б. Хмельницького (перемовини — у Переяславі в лютому 1649 року). Під час перемовин Б. Хмельницького з делегацією Корони, очолювану А. Киселем, козацький гетьман напівжартома-напівсерйозно пропонував їй зректись «ляхів» і залишитись з повстанцями. Продала набутий чоловіком маєток Гоща гетьману Павлу Тетері.
Історик Панас Феденко у своєму історичному романі «Гетьманів кум» вказав, що Анастасія — друга дружина А. Киселя, а перша померла.

## Меценат
Був значним меценатом православної культури. Серед інших його коштом було зведено Собор Максаківського монастиря на Чернігівщині.

## Ушанування
- Киселівка — одна із назва Замкової гори Києва[23]
- Вулиця Адама Кисіля у Гощі

### У творах мистецтва
- Адам Кисіль є дійовою особою художнього історичного фільму «Вогнем і мечем».
- В історичному романі Павла Загребельного «Я, Богдан» шляхтич Адам Кисіль є одним із негативних персонажів. Це зумовлено «ідеологією» радянської історичної науки, яка усю шляхту Речі Посполитої зображувала як ворогів українського народу та експлуататорів трудящих.
- Адам Кисіль є дійовою особою драматизованої поеми Ігоря Павлюка «Бут» (Світ радіодрами. Українське радіо «Культура». Ігор Павлюк. Радіодрама «Бут» (про гетьмана Павлюка)), Ігор Павлюк. Бут. Драматизована поема [Архівовано 5 квітня 2016 у Wayback Machine.] // Бунт (книга), 2006. — С.115-154.

## Виноски
1. ↑  Faceted Application of Subject Terminology
2. ↑  Bibliothèque nationale de France BNF: платформа відкритих даних — 2011.
3. ↑  http://www.encyclopediaofukraine.com/display.asp?linkpath=pages%5CK%5CY%5CKysilAdam.htm
4. ↑  Urzędnicy województw kijowskiego i czernihowskiego XV-XVIII wieku: spisy — Kórnik: Biblioteka Kórnicka, 2002. — С. 67. — 344 с. — ISBN 83-85213-37-6
5. ↑  Кисіль Адам[недоступне посилання з травня 2019]
6. 1 2  Wójcik Zbigniew. Kisiel Adam Swiętołdycz z Brusiłowa h. własnego (1600—1653)… — S. 487.
7. ↑  Сторінки історії Носівки: до 850-річчя першої літописної згадки про місто / І. Буняк, А. Буняк, О. Комар. — Київ: Бібліотека українця, 1997. — С. 25.
8. ↑  Н. П. Василенко. Очерки по истории западной Руси и Украині. — Киев, 1916. — С. 396 (рос.)
9. ↑  Новицький Іван. Адам Кисіль, воєвода київський… — С. 329.
10. 1 2  Hoszcza // Słownik geograficzny Królestwa Polskiego. — Warszawa : Druk «Wieku», 1882. — Т. III. — S. 167. (пол.) — S. 167. (пол.)
11. ↑  В. Щербак. Антифеодальні рухи на Україні напередодні визвольної війни 1648—1654 рр.— К.: Наукова думка, 1989. — 128 с. — С. 55. ISBN 5-12-000672-8 (в обкл.)
12. ↑  Віталій Щербак. Іван Сулима // Володарі гетьманської булави: Історичні портрети / Автор передмови В. А. Смолій. — К.: Варта, 1994. — 560 с. — С. 150. ISBN 5-203-01639-9
13. ↑  їх стратили на початку лютого 1638 р., відрубавши голову, які потім настромили на кіл
14. ↑  Новицький Іван. Адам Кисіль, воєвода київський… — С. 331.
15. ↑  Новицький Іван. Адам Кисіль, воєвода київський… — С. 352.
16. ↑  Новицький Іван. Адам Кисіль, воєвода київський… — С. 350.
17. 1 2  Юрій Мицик. Іван Виговський. Архів оригіналу за 1 жовтня 2015. Процитовано 30 вересня 2015. [Архівовано 2015-10-01 у Wayback Machine.]
18. ↑  Новицький Іван. Адам Кисіль, воєвода київський… — С. 369—370.
19. ↑  Новицький Іван. Адам Кисіль, воєвода київський… — С. 364.
20. ↑  Извлеченіе изъ козацкихъ лѣтописей… — С. 42.
21. ↑  Новицький Іван. Адам Кисіль, воєвода київський… — С. 364—365.
22. ↑  Извлеченіе изъ козацкихъ лѣтописей… — С. 43.
23. 1 2 3  Новицький Іван. Адам Кисіль, воєвода київський… — С. 375.
24. ↑  Новицький Іван. Адам Кисіль, воєвода київський… — С. 351.
25. ↑  Новицький Іван. Адам Кисіль, воєвода київський… — С. 361.
26. ↑  Ярослав Дашкевич. Павло Тетеря // // Володарі гетьманської булави: Історичні портрети / Автор передмови В. А. Смолій. — К.: Варта, 1994. — 560 с. — С. 261. ISBN 5-203-01639-9
27. ↑  Феденко Панас. Гетьманів кум // В. Щербак (упорядник, автор передмови). Коли земля стогнала. — К.: Наукова думка, 1995. — 432 с. — С. 154. ISBN 5-319-01072-9 (рос.)